# Emeterio Elo
Emeterio Ekuaga Mayé Elo Bello (* 10. Mai 1984 in Malabo), auch in der Schreibweise Emeterio Ekuaga oder Emeterio Elo bekannt, ist ein ehemaliger äquatorialguineischer Fußballspieler auf der Position eines Stürmers. Er war zuletzt für Leones Vegetarianos FC und die äquatorialguineische Fußballnationalmannschaft aktiv.

## Karriere

### Verein
Seine Vereinskarriere begann Elo in seiner äquatorialguineischen Heimat, wo er ab dem Jahr 2014 im Kader des Hauptstadtklubs CD Elá Nguema stand. Ob er dem Verein bereits davor angehörte, ist aus den Quellen hingegen nicht ersichtlich. Mit dem Hauptstadtklub gewann er in der Saison 2014, an der Seite von Justo Nguema, Juan Mbo Ondo und Torhüter Manuel Sapunga, den Titel des Landesmeisters. Im Finale um die Supercopa scheiterte er mit der Mannschaft gegen den Stadtrivalen Leones Vegetarianos FC mit 1:0. Während eine Saison später nur die Vizemeisterschaft gelang, gewann er 2016 seine zweite äquatorialguineische Meisterschaft. Ob er auch das Finale der Supercopa gegen Racing Micomeseng gewann ist aus den Quellen nicht zu entnehmen. In seiner letzten Saison für den Verein wurde er zum zweiten Mal Vizemeister. Anfang 2018 wechselte Elo innerhalb der Liga zu Atlético Semu, wo er in seiner Debütsaison den dritten Tabellenplatz belegte. Nach Ablauf der Saison verließ er den Klub und wechselte zum Ligakonkurrenten Leones Vegetarianos FC. Hier beendete er 2019, ohne weiteren Titel, seine aktive Karriere.

### Nationalmannschaft
Sein Debüt für die äquatorialguineische Fußballnationalmannschaft gab Elo am 9. März 2007, im Rahmen des CEMAC Cup 2007 unter den damaligen Trainer Jordan de Freitas, gegen die Mannschaft aus Gabun (1:1). Er schied hier mit der Mannschaft um Juvenal und Torhüter Silvestre Ecolo jedoch bereits in der Vorrunde, nach den Remis gegen Gabun und einer Niederlage gegen die Republik Kongo (2:1), aus. Danach sollte es neun Jahre dauern, ehe er wieder in einen Qualifikationsspiel zur Afrikameisterschaft 2017 gegen die Auswahl des Südsudan (4:0), in den Kader der Nationalmannschaft berufen wurde. Zudem war er Teilnehmer an der Afrikanischen Nationenmeisterschaft 2018, konnte dabei jedoch keine nennenswerten Erfolge erzielen. Hier bestritt Elo im Gruppenspiel gegen die Mannschaft aus Nigeria am 23. Januar 2018 seinen letzten Einsatz im Trikot der Nzalang Nacional. Ein Länderspieltor gelang den Stürmer während seiner Nationalmannschaftskarriere jedoch nicht.

### Erfolge
Verein
- Äquatorialguineischer Meister: 2014, 2016